# Műemlékek (Így jártam anyátokkal)
A Műemlékek az Így jártam anyátokkal című televízió-sorozat hatodik évadának huszonharmadik epizódja. Eredetileg 2011. május 9-én vetítették, míg Magyarországon 2011. október 10-én.
Ebben az epizódban Tednek végül döntenie kell, hogy mit választ: az Arcadian Szállót (és vele Zoeyt), vagy a saját karrierjét (de ezzel rombolnia kell). A döntésen nemcsak az ő sorsa, hanem Barney állása is múlik...

## Cselekmény
Az epizód elején Marshall tart prezentációt a Műemlékvédelmi Bizottság előtt. Itt fogják eldönteni, mi legyen az Arcadian Szálló sorsa, és Marshall versbe foglaltan amellett kardoskodik, hogy nyilvánítsák műemlékké. Amikor Tedet szólítják, hogy fejtse ki álláspontját: kapjon-e műemléki védelmet a szálló? – Jövőbeli Ted közbevág, és elmondja, milyen nehéz volt meghoznia ezt a döntést.
Amióta Zoey megmondta neki, hogy abban a szállóban élte le a gyerekkorát, Ted úgy érzi, az ő oldalára kell állnia, hogy ezzel is erősítse a kapcsolatukat. Barney nagyon feszült most, hogy már ketten is a projekt ellen vannak, ugyanis Arthur Hobbs megmondta neki: nemcsak Tedet fogják abban a pillanatban kirúgni, ahogy meghiúsul a projekt, hanem őt is, mert ő volt az, aki Tedet, mint építészt ajánlotta. Mikor Ted ezt meghallja, akkor sem változik a véleménye, de Robin azt mondja neki, hogy teljesen mindegy, mi lesz az eredmény, a kapcsolata Zoeyval csúnyán fog véget érni. Ha azt mondja, hogy rombolják le a szállót, akkor Zoey szakít vele, mert úgy érzi, hogy elárulta, ha viszont megmarad az épület, Ted fog szakítani a Barney miatt érzett bűntudata miatt. Ted próbál Zoey pártján maradni, míg egy éjjel álmában meg nem jelenik John Clifford Larabee, az Arcadian eredeti tervezője, aki pontosan úgy néz ki, mint Barney. Meggyőzi Tedet, hogy a szállót le kell rombolni, mert ez lesz az élete szempontjából a legjobb. Zoeyval még egyszer utoljára megnézik az épületet, de azt nem mondja meg neki, hogy mit tervez.
Ted végül a Műemlékvédelmi Bizottság előtt azt mondja, hogy az Arcadiant nem kell megőrizni. A dühös Zoey erre válaszul nagy nyilvánosság előtt lejátssza azt a hangfelvételt, amit még a Természettudományi Múzeumban szerzett meg, és amin Ted azt mondja, hogy a szállót meg kell menteni, és hogy utál a GNB-nek dolgozni, mert az "egy csapat kuki". Ted azt is megemlíti a felvételen, hogy már az oroszlánfej-díszítés miatt is megéri a műemlékké nyilvánítás. A bizottság elhalasztja a döntést másnapra, Ted pedig aggódik, mert tudja, hogy biztosan megmarad az épület, és ők munkanélküliek lesznek. Ám ekkor Lily előáll egy ötlettel, ami mindenkinek jó lehet. Felkeresik Arthur Hobbs-t, és elmondja neki – Jövőbeli Ted szerint jogi okokból a terv pontos részleteit nem ismertetheti, de a lényeg, hogy két ember az éj leple alatt leszereli az oroszlánfejet. Másnap a bizottság elmondja döntését: eredetileg az épület műemlékké nyilvánítása mellett szavaztak volna az oroszlánfej miatt, azonban az ismeretlen módon eltűnt. Így már nekik is könnyebb dolguk van, és úgy határoznak, hogy a szállót le lehet rombolni. Ted abban reménykedett, hogy Zoey mellette marad, ha látja, hogy a döntés nem rajta múlt, de Zoey dühösen távozik.
Az epizód végén kiderül, hogy az oroszlánfejet Barney megtartotta magának és felrakta a falra. 

## Kontinuitás
- Ismét kérdésként merül fel, hogy Barney mit is dolgozik a GNB-nél.
- Barney ismét a "Csak... oké?" fordulatot használja.
- Ted ismét megemlíti "A tej" című rész után, hogy a gyerekeit Luke-nak és Leiának akarja hívni.
- Miközben a helyzet megoldásán gondolkoznak, a banda részéről egyöntetűen merül fel az ötlet, hogy venni kellene egy bárt. Ugyanez már szerepelt a "Háromnapos havazás" című részben.
- Lily ördögi sémái közül ismét megmutatkozik egy ("A terasz", "A háromnapos szabály", "Rossz passzban")
- Ted megdöbben, amikor látja, hogy John Clifford Larabee szelleme csak úgy néz ki, mint Barney, de nem ő az. Ha úgy lett volna, úgy ez ismét egy kamu történelemlecke lenne.
- Ted azt mondja a szellemnek, hogy csak vegye el az óvszert és menjen ki – épp mint ahogy a "Definíciók" című részben tette azt Barney.
- Barney "Nagy Sütinek" nevezi Marshallt.
- Miközben Ted gondolkodik, azt a játékrepülőt tartja a kezében, amit még Barneytól kapott a "Befejezetlen" című részben.
- Ted és Barney megint azon vitatkoznak (mint a "Romboló építész" című részben), hogy Ted az épület, vagy egy nő miatt csinálja ezt az egészet.
- Zoey lejátssza a "Természettörténet" című részben megszerzett hangfelvételt, mely azt jelenti, hogy hazudott, amikor azt mondta, hogy le fogja törölni.
- Ted azt mondja Zoeynak, hogy néha szét kell hulljon valami, hogy teret adjon valami újnak. Épp ezt mondta a "Szemét-sziget" című részben is.
- Barney azon elmélkedik, hogy vajon jól csavarozta-e fel az oroszlánfejet a falra. Az, hogy nem tudja, hogyan kell használni egy csavarhúzót, az "Apu, a fergeteges" című részben szerepelt.

## Jövőbeli visszautalások
- Arthur Hobbs válása és a kutyája a "Házassági szerződés" című részben is megjelennek, amikor Arthur azt tanácsolja Barneynak, hogy írjanak papírt, nehogy úgy járjon, mint ő.

## Érdekességek
- A nyitójelenetben egy baki található: amikor hátulról mutatja őket a kamera, Barney és Ted egymás mellett ülnek, míg amikor szemből, már ott ül köztük Robin is.